# Ludwig Persius
Friedrich Ludwig Persius (ur. 15 lutego 1803 w Poczdamie, zm. 12 lipca 1845 tamże) – pruski architekt, przedstawiciel stylu arkadowego, działający głównie w Poczdamie i Berlinie. Uczeń Karla Friedricha Schinkla, któremu asystował m.in. przy budowie pałacu Charlottenhof oraz łaźni rzymskich w Poczdamie. Architekt wielu budowli w parku Sanssouci, m.in. kościoła Pokoju, Nowej Oranżerii oraz punktu widokowego na wzniesieniu Ruinenberg. Pracował głównie dla króla Fryderyka Wilhelma IV.

## Życiorys
Persius urodził się w 1803 jako najmłodsze dziecko handlarza winami Christiana Friedricha Persiusa i jego żony Anny Kathariny Brendel, córki znanego poczdamskiego cieśli Johanna-Georga Brendla. Po ukończeniu gimnazjum w Poczdamie (1814–1817) i lekcjach prywatnych z matematyki i rysunku technicznego, rozpoczął pracę u inspektora budowlanego Gotthilfa Heckera (1817–1819) i zapisał się do związku cieśli. W 1819 rozpoczął naukę zawodu geodety w Akademii Budowlanej w Berlinie (niem. Berliner Bauakademie), zakończoną złożeniem egzaminu w 1821. W Akademii studiował u Karla Friedricha Schinkla, który stał się jego wieloletniego mentorem i przyjacielem.
Od 1821 Persius pracował jako kierownik budowy w Poczdamie pod kierunkiem Schinkla przy pracach nad pałacami w Glienicke i Babelsbergu. W 1823 pracował wraz z nim nad projektem pałacu i kościoła św. Marcina dla hrabiego Artura Potockiego w Krzeszowicach pod Krakowem. W 1824 został przyjęty do stowarzyszenia architektów. W 1826 złożył egzamin na architekta w Akademii Budownictwa w Berlinie i otrzymał pracę jako kierownik budowy pałacu Charlottenhof.
W 1827 ożenił się z Pauliną Sello (1808–1883) ze słynnej rodziny ogrodników Sello, siostrą Hermanna Ludwiga Sello. Persiusowie mieli dwie córki i czterech synów:
- Elżbietę (1829–80),
- Marię (1834–47),
- Paula (1832–1902), który został prawnikiem i piastował funkcję pierwszego prezydenta pruskiego Najwyższego Sądu Administracyjnego (niem. Oberverwaltungsgericht),
- Reinholda (1835–1912), który tak jak ojciec został architektem,
- Konrada (1836–1903), który został spowiednikiem rodziny następcy tronu Fryderyka III,
- Feliksa (1842–1885).

W 1829 Persius został inspektorem budowlanym (niem. Bauinspektor) rządu królewskiego w Poczdamie. W 1833 pokierował swoją pierwszą samodzielną budową – przebudował młyn obok domu ogrodnika Handmanna w sąsiedztwie łaźni rzymskich w Poczdamie. W 1834 awansował na nadwornego inspektora budowlanego (niem. Hofbauinspektor).
W 1839 odbył podróż po Renie, odwiedzając m.in. Heidelberg, Barach, a także zamek Stolzenfels i fotecę Ehrenbreitstein w Koblencji. W 1841 pojechał do Paryża, odwiedził Monachium, Strasburg, Andernach, Remagen (Rolandseck), Bad Godesberg i Kolonię. W 1842 przebył trasę od Lehnina, przez Chorin i Halle (Saale) do Erfurtu.
W 1841, po śmierci Schinkla, Fryderyk Wilhelm IV awansował Persiusa na stanowisko nadwornego architekta. Odtąd Persius ściśle współpracował z królem. W 1842 został przewodniczącym Królewskiej Rady Budowlanej i członkiem Głównej Dyrekcji Budownictwa.
W latach 1843–1844 pracował m.in. dla księcia Hermanna von Pückler-Muskau; wiele podróżował. W 1843 udał się ponownie w podróż po Renie, docierając do Bingen am Rhein, Bad Godesberg i Trewiru. W 1844 pojechał do Holandii, a także odwiedził Mużaków. Rok później wybrał się w podróż do Włoch przez Nîmes i Marsylię, dotarł do Genui, skąd pojechał do Rzymu i Neapolu, by wrócić przez Vicenzę, Padwę, Wenecję i Weronę.
W 1845 Persius został naczelnym radcą budowlanym (niem. Oberbaurat), decyzja ta miała ważność wsteczną od 12 października 1842. Przypuszcza się, że już we Włoszech zachorował na tyfus, co przyczyniło się do jego śmierci 12 lipca 1845. Został pochowany na cmentarzu w poczdamskiej dzielnicy Bornstedt.

## Działalność

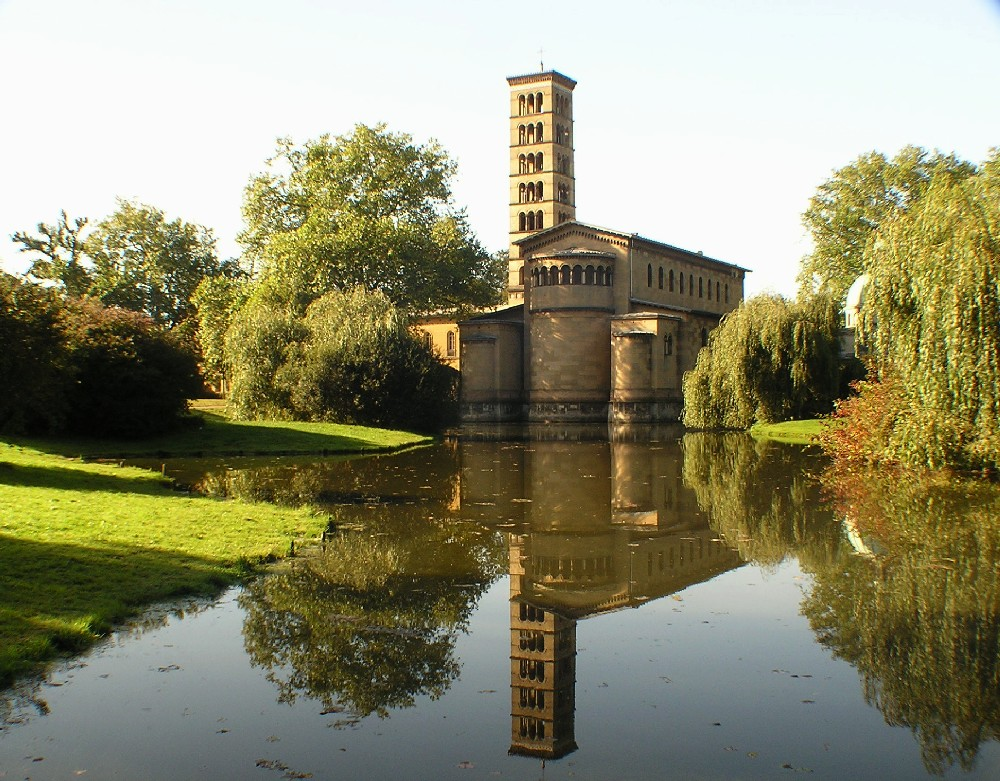
Kościół Pokoju w Poczdamie

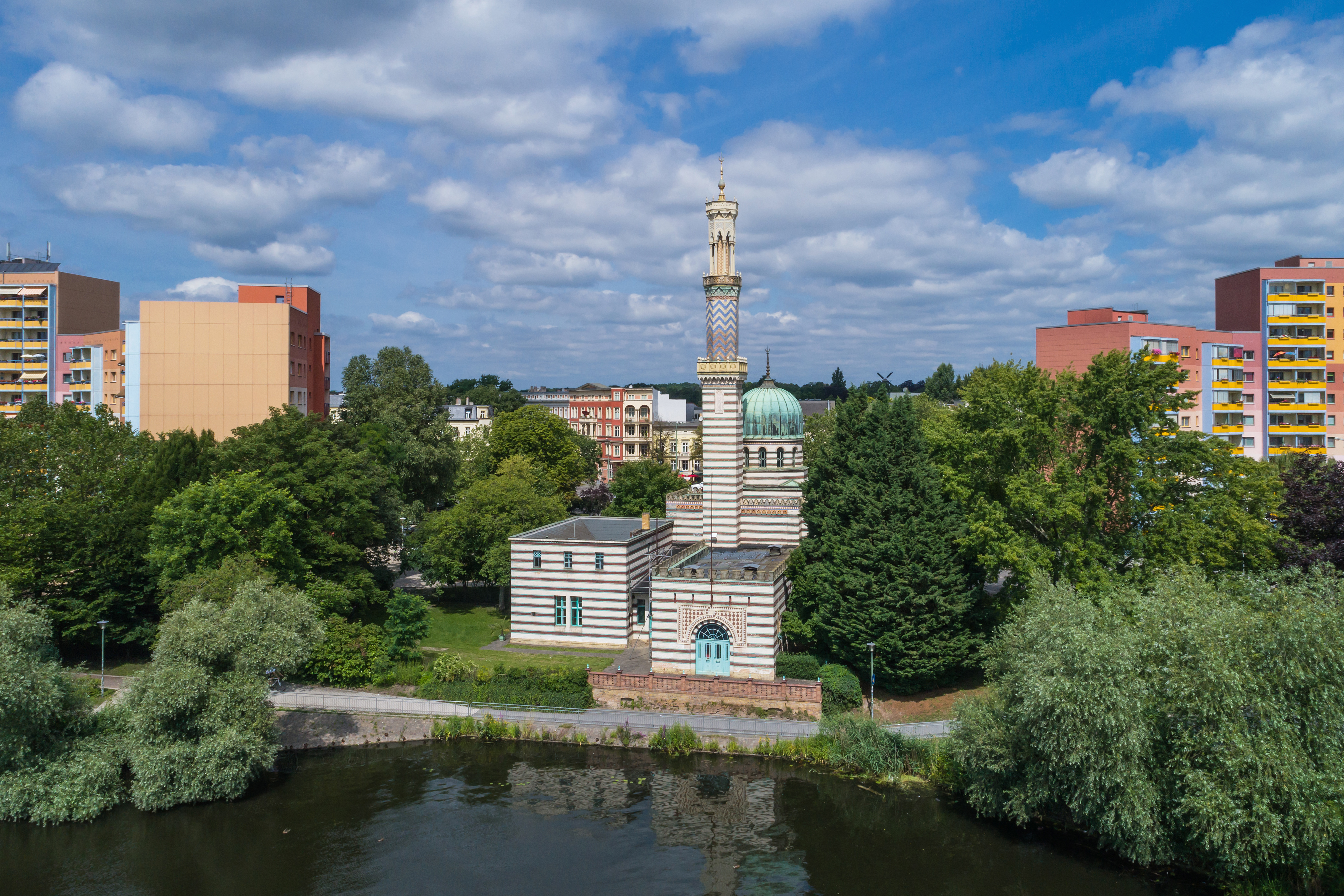
Budynek maszynowni w Poczdamie

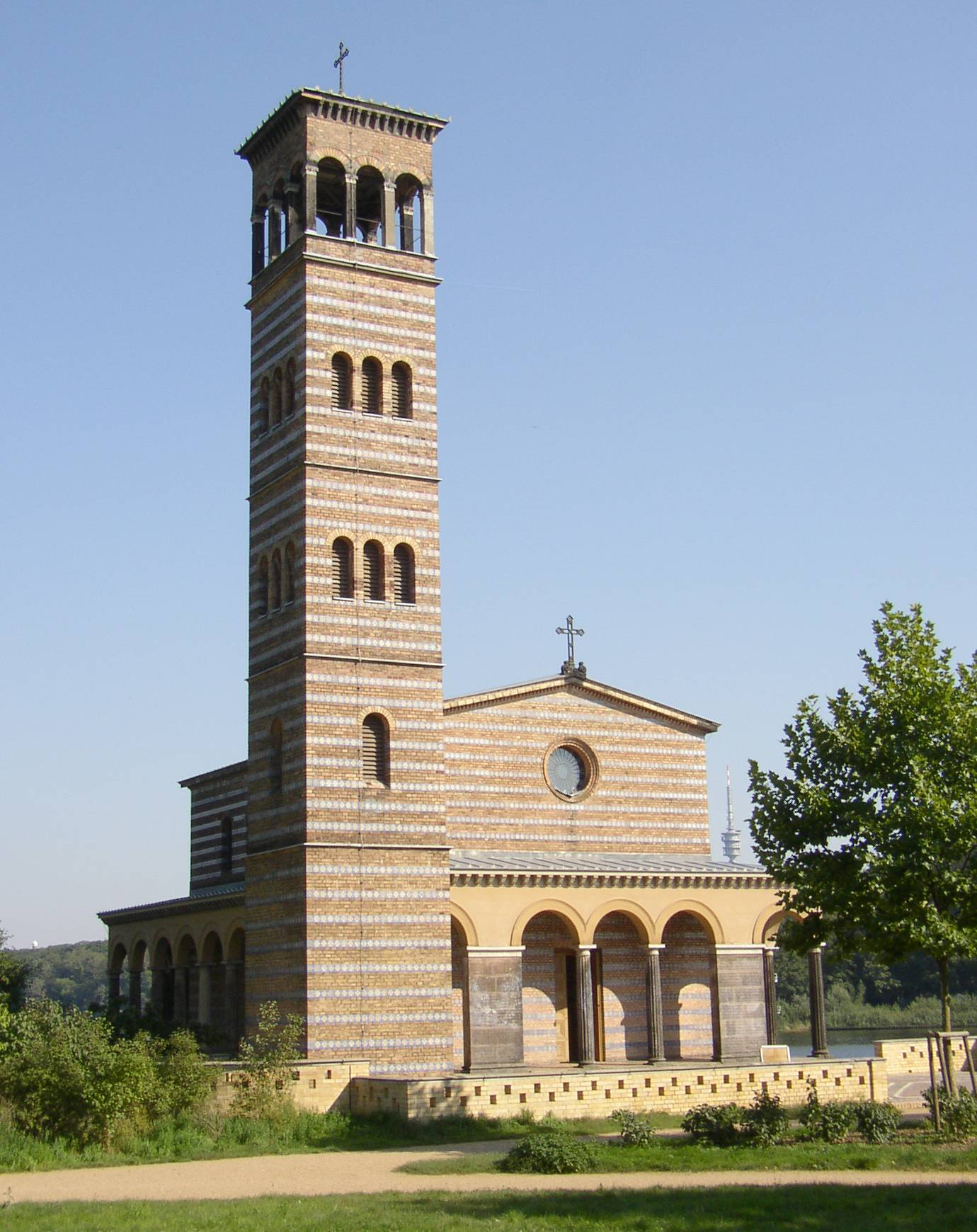
Kościół Zbawiciela w Poczdamie-Sacrowie

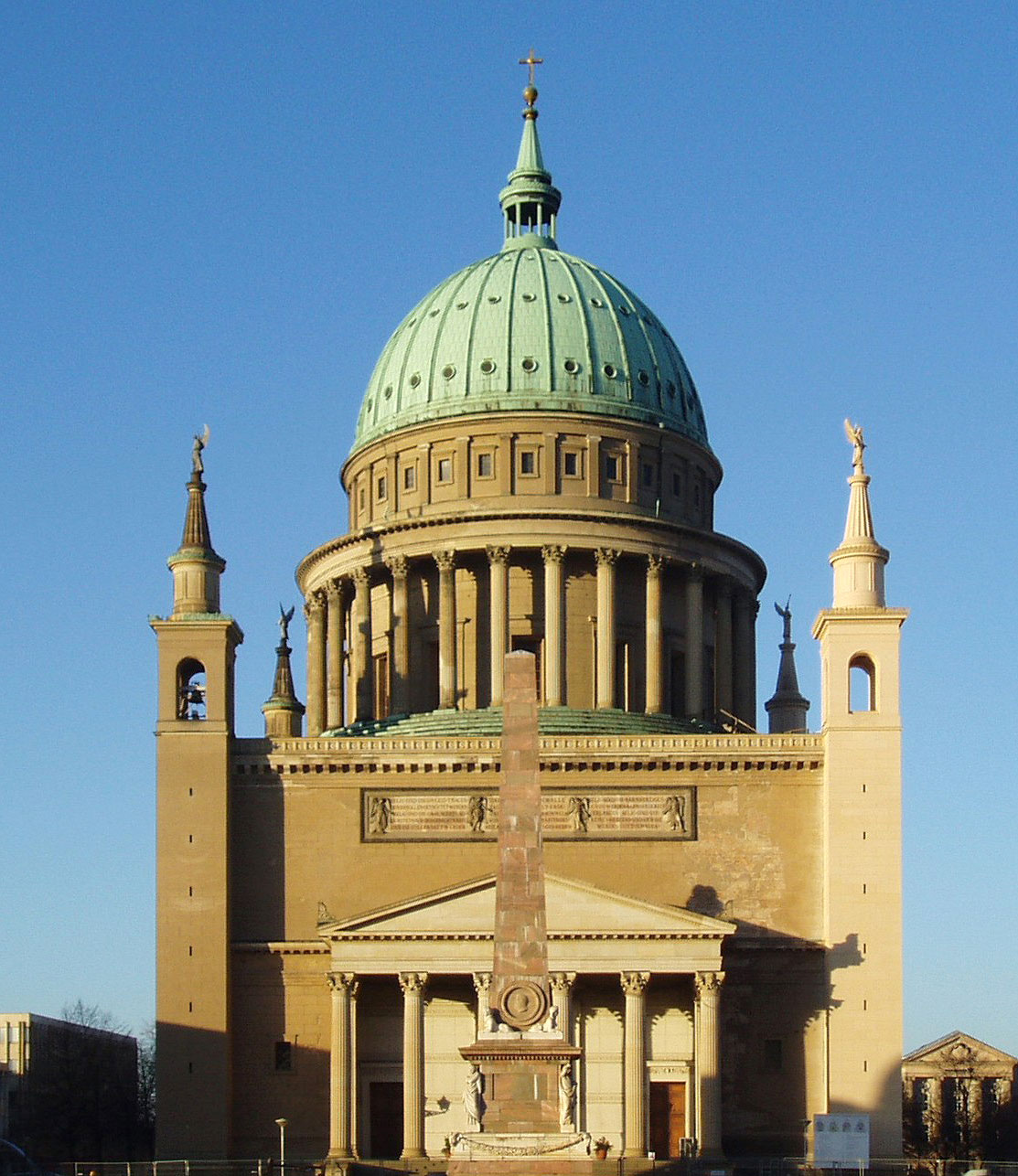
Kopuła kościoła św. Mikołaja w Poczdamie

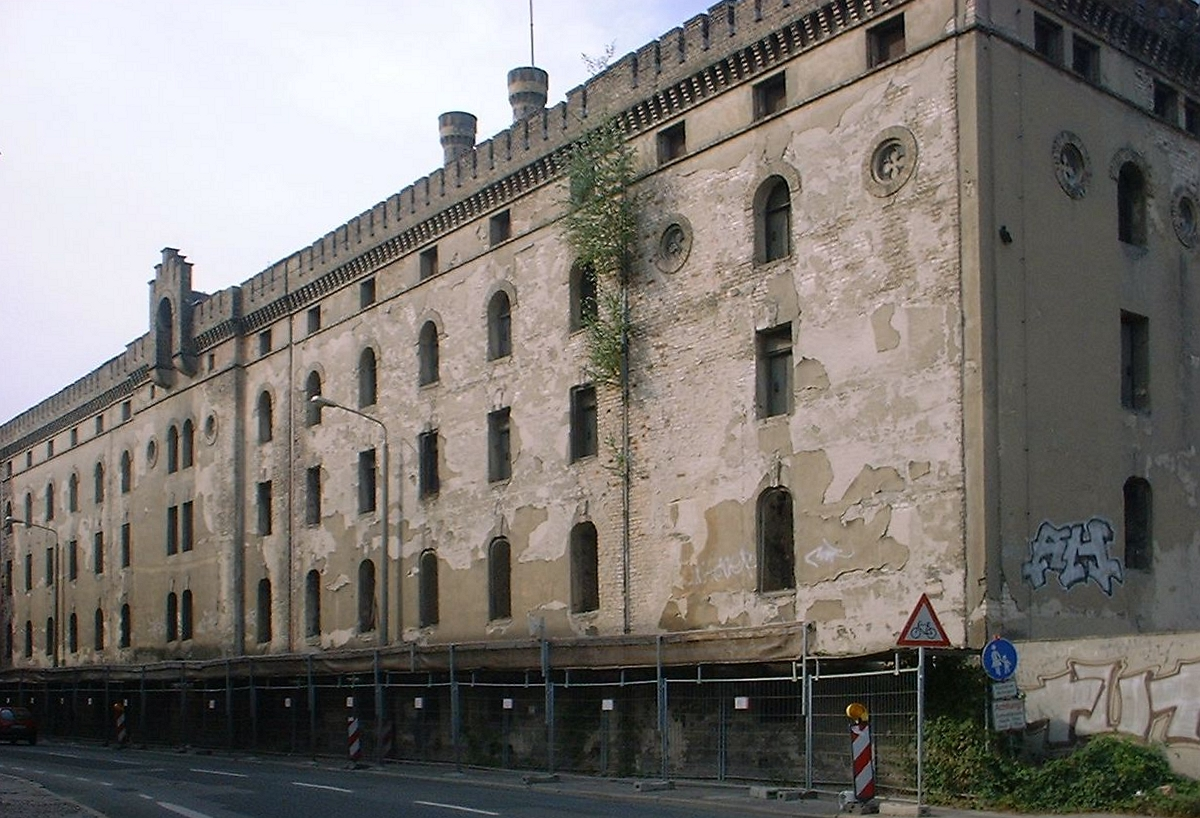
Magazyn na zboże przy Leipziger Str. 7/8 w Poczdamie

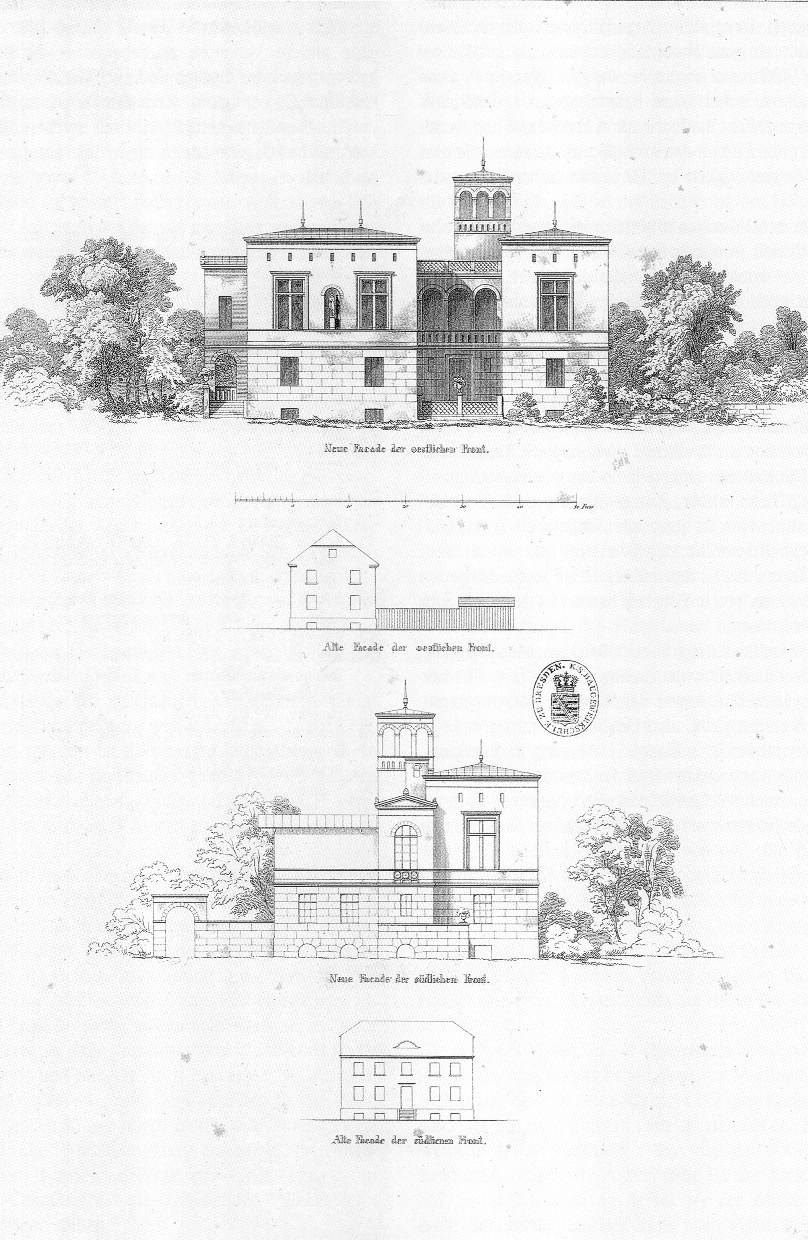
Projekt willi Schoeningena w Poczdamie

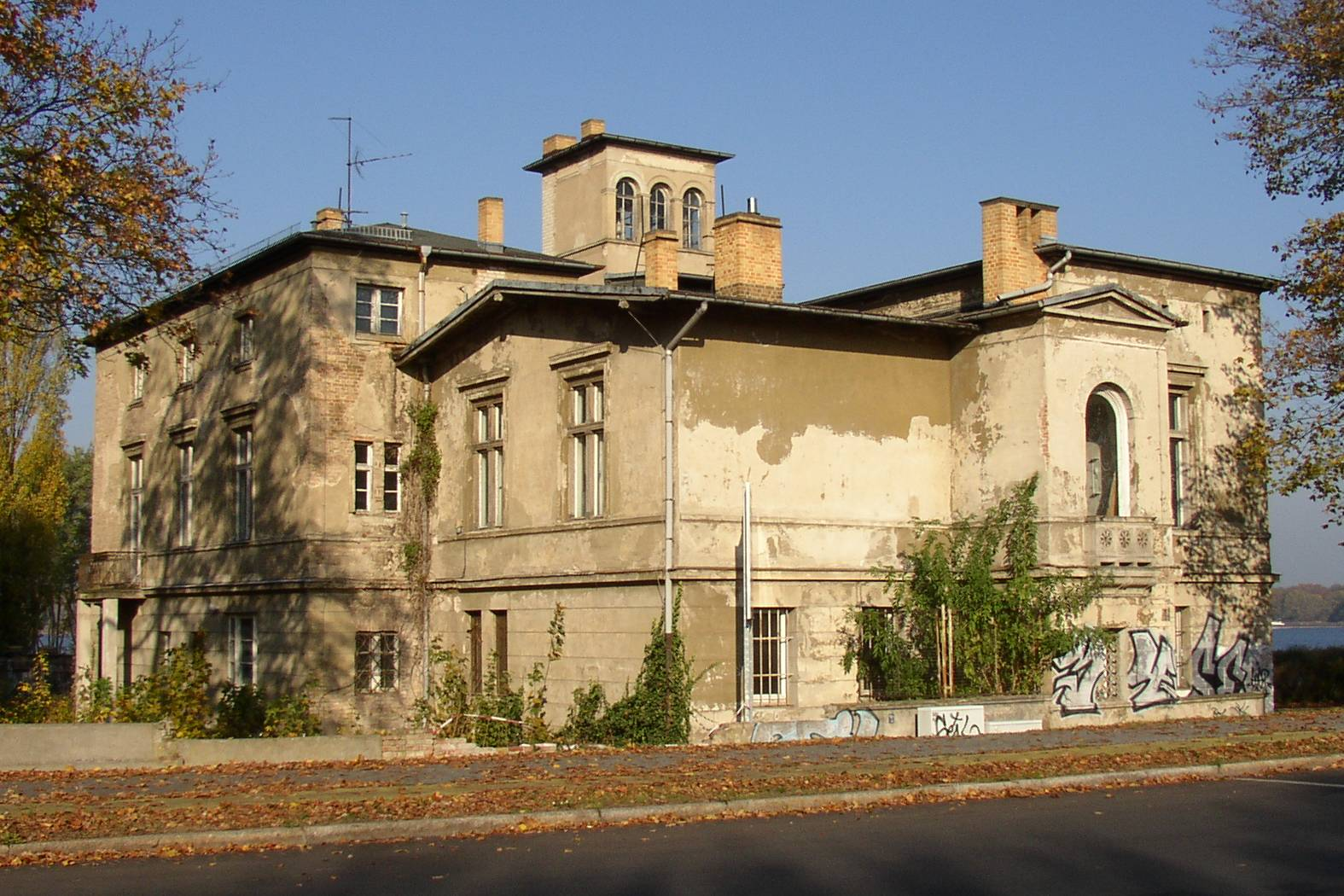
Willa Schoeningena w Poczdamie

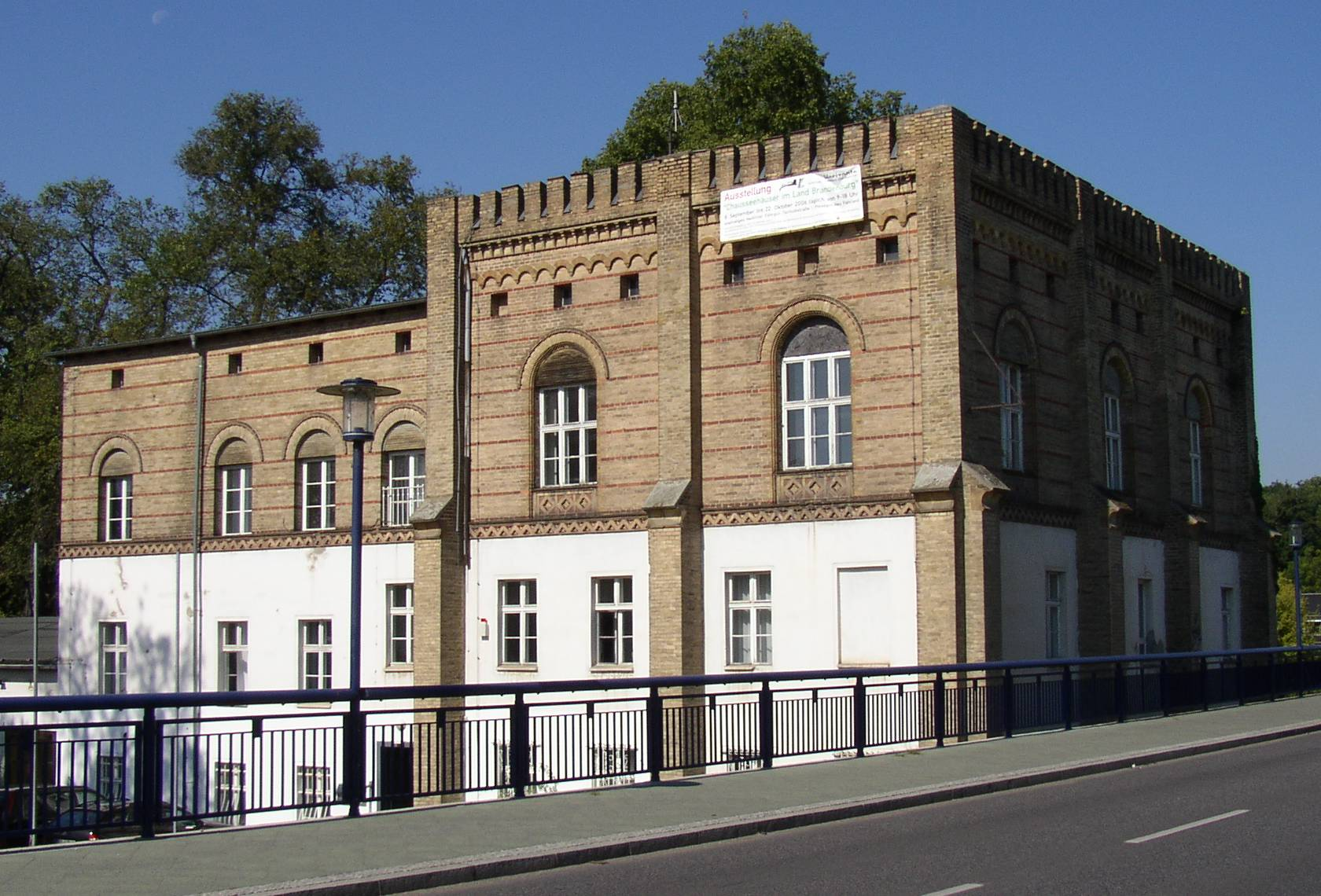
Dwór w Nedlitz

Prace Persiusa można zaklasyfikować do okresu przejściowego pomiędzy późnym klasycyzmem a historyzmem, w większości reprezentują one styl arkadowy. Pod wpływem późnoklasycystycznego stylu Schinkla wykazują wiele związków z architekturą włoskiego renesansu. Projekty Persiusa charakteryzują się skromną, klasyczną ornamentyką oraz doskonałym wykorzystaniem walorów naturalnego krajobrazu. Do jego najznamienitszych budowli zaliczają się kościół Zbawiciela w Poczdamie-Sacrow (1841–1844) oraz kościół Pokoju w Poczdamie (1844–1854), wykorzystujące formę wczesnochrześcijańskiej włoskiej bazyliki. Obydwie świątynie umiejscowione są w pieczołowicie wyszukanym krajobrazie, a ich chóry wschodnie odbijają się w tafli wody. Inne znane budowle Persiusa to budynek maszynowni (niem. Dampfmaschinenhaus) w Poczdamie (1841–1843) oraz mleczarni (niem. Meierei) (1844). Jego plany przebudowy Poczdamu i okolic nie zostały w pełni zrealizowane. Teczka projektów Persiusa Architektonische Entwürfe für den Umbau vorhandener Gebäude (Poczdam, 1843–1849) została wydana dopiero po śmierci architekta.

### Prace

#### Wspólnie z Schinklem
- 1821: projekty pałacu Potockich i kościoła św. Marcina w Krzeszowicach pod Krakowem[3]
- 1829–32: dom ogrodnika oraz łaźnie rzymskie w parku Sanssouci w Poczdamie

#### Projekty indywidualne (zachowane)
- 1833: dom Handmanna obok łaźni rzymskich w parku Sanssouci
- 1834–1835: dom rybaka i przewoźnika Uetza w Uetz-Paaren pod Poczdamem
- 1837–1838: dom von Schierstedta w Gräben-Dahlen
- 1838–1839: dom ogrodnika, maszynownia, most Teufelsbrücke, oranżeria i szklarnie w parku Glienicke (Berlin-Wannsee)
- 1840: stibadium w parku Glienicke (Berlin-Wannsee)
- 1840–1841:
  - lokal do gry w Entenfang przy parku Wildpark w Geltow (gmina Schwielowsee)
  - przebudowa bocznego skrzydła pałacu Sanssouci
- 1840–1842: przebudowa pałacu Glienicke (Berlin-Wannsee)
- 1841:
  - budynek książęcego podleśnictwa Moorlake (Berlin-Wannsee)
  - pierwsze szkice kościoła Pokoju (niem. Friedenskirche) (budowa w 1844)
- 1841–1842:
  - Brama Jelenia (niem. Hirschtor) w parku Glienicke;
  - trzy leśniczówki oraz dom starszego leśniczego w parku Wildpark w Poczdamie
  - szkice kopuły kościoła św. Mikołaja (realizacja w 1850)
- 1841–1843:
  - przebudowa królewskiego domu przy Allee nach Sanssouci 6 w Poczdamie
  - budowa domu ogrodnika dworskiego Sello (obecnie: willa Kache przy Maulbeerallee 2 w Poczdamie)
  - budynek maszynowni dla Sansscoui przy Breite Str.  28 w Poczdamie
  - budynek młyna parowego dla dawnego pruskiego biura handlu dalekomorskiego przy Zeppelinstr. 136 w Poczdamie
- 1841–1844:
  - kościół Zbawiciela i Römische Bank przy Krampnitzer Str. 9 w Poczdamie-Sacrow
  - fontanny i małe formy architektoniczne w parku Sanssouci
  - atrium i pergola w ogródku rajskim (budowa trwała do 1848) przy Maulbeerallee, obecnie część ogrodu botanicznego Uniwersytetu Poczdamskiego
- 1842:
  - północne przybudówki galerii malarstwa
  - przebudowa pałacu Neue Kammern
  - projekt eksedry na wzniesieniu Ruinenberg (zrealizowany w latach 1843–1844)
- 1842–44 – bażantarnia Charlottenhof przy Geschwister-Scholl-Str. 36 w Poczdamie
- 1842–1843:
  - projekt magazynu na zboże dla urzędu ds. zaopatrzenia przy Leipziger Str. 7/8 w Poczdamie
  - Brama Myśliwska (niem. Jägertor) w parku Glienicke (Berlin-Wannsee)
- 1843:
  - domu marynarzy (niem. Matrosenhaus) w stylu szwajcarskim w parku Glienicke (Berlin-Wannsee)
  - projekt willi Tiecka przy Schopenhauerstr. 24 w Poczdamie (zrealizowany w 1845–46)
  - projekt domu mieszkalnego Ahok przy Weinbergstr. 9 w Poczdamie (zrealizowany w 1845)
  - plany przebudowy willi Illaire (dawnego domu ogrodnika dworskiego Vossa, ukończony w 1846)
- 1843–1844:
  - dom Brandta przy Zeppelinstr. 189 w Poczdamie
  - oranżeria w parku Fürst-Pückler w Mużakowie
  - wiadukt w Poczdamie-Bornstedt (most Teufelsgrabenbrücke nad przekopem w Bornsted (niem. Bornstedter Durchstich))
  - dom kaznodziei (niem. Predigerhaus) w Lehnin
  - przebudowa mleczarni w Nowym Ogrodzie
- 1843–1845:
  - rozbudowa zamku Babelsberg
  - budynek maszynowni i domu odźwiernego w Babelsbergu
  - willa Schöningena przy Berliner Str. 86 w Poczdamie
- 1844:
  - projekt pałacu Lindstedt (niezrealizowany)
  - projekt Wieży Normańskiej (niem. Normannischer Turm) na wzniesieniu Ruinenberg (zrealizowany w 1845 pod kierunkiem Ferdinanda von Arnima)
  - projekt dworu w Nedlitz (niem. Nedlitzer Fährgutshaus) przy Tschudistr. 1 w Poczdamie-Neu Fahrland
  - zagrody chłopskie Bornim przy Max-Eyth-Allee w Poczdamie (do dziś zachowała się tylko wieża)
  - dom mistrza stolarskiego Rietza przy Ribbeckstr. 22 w Poczdamie-Bornstedt
  - projekt kościoła w Saarmund (zrealizowany w 1846–48)
- 1844–1846: budowa willi „Tiedke” przy Reiterweg 1 w Poczdamie
- 1844–1845: przebudowa loży Minerva przy Kiezstr. 10 w Poczdamie
- 1845:
  - folwark w parku Glienicke (Berlin-Wannsee)
  - projekt kościoła w Lesie (niem. Kirche im Walde) w Heringsdorf (zrealizowany w 1846–48)

#### Projekty indywidualne (zniszczone)
- 1835–39: willa Jacobsa[2] (zrekonstruowana w 2006–2008)
- 1837: willa Persiusa[2] (zniszczona w 1945)
- 1837: budynek stajni (dom szwajcarski) przy historycznym młynie w parku Sanssouci
- 1842: most nad kanałem miejskim w Poczdamie
- 1842–1843: tartak parowy Kneiba
- 1842–1843: cukrownia Jacobsa
- 1844: plan mostu północnego w Nedlitz (niem. Nedlitzer Nordbrücke) (zrealizowany w 1853–1854, pomimo statusu zabytku zburzony w 2001)
- 1844: gospoda „Zum Doktor Faust” w Poczdamie-Sacrow